# Charlie Whiting
Charlie Whiting, född 12 augusti 1952 i Sevenoaks i Kent i England, död 14 mars 2019 i Melbourne i Australien, var en brittisk domare inom bilsport, som ansvarade för reglementet i flera olika FIA-mästerskap, däribland formel 1. Hans uppgifter var bland annat att starta loppen och inspektera bilarna i Parc fermé.
Tre dagar före Australiens Grand Prix 2019 avled Whiting plötsligt av lungemboli.